# The Great Escape
The Great Escape e четвъртият студиен албум на британската група Блър.
Албумът излиза в Англия на 11 септември 1995 г. (звукозаписна компания Food/EMI Records). Американското издание излиза на 26 септември 1995 г.

## Песни
1. „Stereotypes“ – 3:10
2. „Country House“ – 3:57
3. „Best Days“ – 4:49
4. „Charmless Man“ – 3:34
5. „Fade Away“ – 4:19
6. „Top Man“ – 4:00
7. „The Universal“ – 3:58
8. „Mr. Robinson's Quango“ – 4:02
9. „He Thought of Cars“ – 4:15
10. „It Could Be You“ – 3:14
11. „Ernold Same“ – 2:07
12. „Globe Alone“ – 2:23
13. „Dan Abnormal“ – 3:24
14. „Entertain Me“ – 4:19
15. „Yuko and Hiro“ – 5:24